# Fading (Rihanna-Lied)
Fading ist ein Song der aus Barbados stammenden Sängerin Rihanna aus ihrem fünften Studioalbum Loud. Das Lied wurde von Jamal James und Ester Dean geschrieben, während die Produktion des Songs von Polow da Don übernommen wurde.

## Hintergrund
Die Aufnahmen für Loud begannen im Februar 2010 und dauerten sechs Monate an. Die Arbeiten überlappten sich mit ihrer Last Girl on Earth Tour und dem Dreh zum Film Battleship (2012), indem sie ihr Film-Debüt gab. Anfang März 2011 fragte Rihanna ihre Fans, welche Single die nächste nach „S&M“ von Loud sein soll. Via Twitter fragte Rihanna, ob sie „Cheers (Drink to That)“, „Man Down“, „California King Bed“ oder „Fading“ nehmen soll. Das Lied mit den meisten Stimmen sollte noch bis Ende März ein eigenes Video haben. Am 12. März wurde bestätigt, dass „California King Bed“ die nächste Single in den Vereinigten Staaten sein wird. International diente es als vierte Single. In den Vereinigten Staaten wurde „Man Down“ ebenfalls ausgekoppelt und zwar vor der offiziellen Veröffentlichung von „California King Bed“. Im August 2011 wurde ein Remix von „Fading“ von da Don produziert und im Internet veröffentlicht. Gerüchten zufolge sollte dieser die erste Single vom Re-Release des Albums Loud sein, was später aufgehoben wurde, als Rihanna bekannt gab, dass das Re-Release gestrichen wird, und sie anstelle von diesem ihr sechstes Studioalbum Talk That Talk im November 2011 veröffentlichen wird.

## Musik und Text
„Fading“ wurde von Jamal James und Ester Dean geschrieben, während der Rest des Liedes von Polow da Don produziert wurde. Es sampelt Enyas „One by One“ von ihrem Album A Day without Rain. Das Lied wurde von Sandy Vee in den The Bunker Studio's in Paris, Frankreich 2010 aufgenommen. Musikalisch wird das Lied von Klavier und Violine geführt während vom Text her „Fading“ über eine weibliche Protagonistin handelt, die ihren Freund wegen eines distanzierten und verblassenden (Fading) Verhältnisses zu ihm verlässt. Der Gesangsstil des Textes drängt ihren Freund dazu, sie zu verlassen und die Beziehung zu beenden: “Go on, be gone, Bye bye so long […] Can’t you see we’re fading away” (dt. “Brich auf, geh weg, Ein „bye bye“ für eine lange Zeit […] Kannst du nicht sehen, dass wir verblassen”) Wie von Emily Mackay von NME bemerkt, erinnert das Lied an „Take a Bow“, ein früheres Lied von Rihanna, in dem ebenfalls die Beziehung schiefgegangen ist. Im Hinblick auf den lyrischen Inhalt und die Musikalität sind sich die beiden sehr ähnlich.

## Live-Auftritt
Obwohl das Lied nie live im Fernsehen gesungen wurde, stand der Song auf der Setliste von ausgewählten Daten der Loud Tour im Sommer 2011. Rihanna sang den Song am 6. und 7. Juni 2011, im Air Canada Centre in Toronto, Kanada Jane Stevenson von der Toronto Sun berichtete, dass nach Auftritten von einer Auswahl von Balladen aus dem Sängerinnen Repertoire, darunter „Unfaithful“, „Hate That I Love You“ und „California King Bed“, erschien Rihanna erneut auf der Bühne, trägt einen Regenbogen farbigen gefiederten Mantel, Jeans-BH und kurze Hosen, um „What’s My Name?“, „Rude Boy“, „Fading“, „Don’t Stop the Music“ und „Take a Bow“ zu singen.

## Mitwirkende
Die folgenden Personen wirkten an der Entstehung des Lieds „Fading“ mit:
| - Songwriting: Jamal Jones, Ester Dean - Gesang: Rihanna - Instrumentierung: Kuk Harrell, Josh Gudwin, Marcus Tovar, Veronika Bozeman | - Toningenieur: Sandy Vee, Phil Tan - Assistenz: Damien Lewis - Produktion: Polow da Don |